# Szotagliflozin
A szotagliflozin, melyet Zynquista (USA-ban Inpefa) néven forgalmaznak, egy, a cukorbetegség kiegészítő kezelésére alkalmazott hatóanyag, amely csökkenti a szívmegállás és más szív- és érrendszeri probléma általi halál bekövetkezésének esélyét., A szotagliflozin a Lexicon Pharmaceuticals és a Sanofi által fejlesztett hatóanyag
Az EU-ban 2019 áprilisában engedélyezték 1-es típusú cukorbetegség kezelésére, az USA-ban pedig 2023 májusában engedélyezték a szívmegállás általi halál esélyének csökkentésére.,  A gyógyszer forgalomba hozatali engedélye az EU-ban 2022-ben megszűnt.

## Hatásmechanizmus
A szotagliflozin nátrium-glükóz kotranszporter (SGLT) gátló hatóanyag. Hatással van a vesében található SGLT-2-re, ezáltal növeli a glükóz kiürülését, valamint gátolja a bélrendszerben található SGLT-1-et, így lassabb lesz a glükóz felszívódása és csökkenti az étkezés utáni vércukorszint emelkedést., 

## Terápiás javallatok
EU-ban: olyan 1-es típusú cukorbetegségben szenvedő felnőtteknek, akiknél az inzulinkezelés ellenére a megfelelő vércukorszint nem biztosított.
USA-ban: szív- és érrendszeri okokra visszavezethető halál esélyének csökkentésére szívelégtelenségben, illetve 2-es típusú cukorbetegségben szenvedő felnőttek esetén.
Megfelelő klinikai vizsgálatok hiányában a szotagliflozin alkalmazása terhesség és szoptatás alatt nem javasolt.

## Mellékhatások
- Leggyakoribb mellékhatás a nemi szervek gombás fertőzése (nőknél és férfiaknál is)
- Húgyúti fertőzések (és ennek következtében kialakuló uroszepszis, súlyosabb esetben gennyes vizelet)
- Diabéteszes ketoacidózis (főként 1-es típusú cukorbetegségekben szenvedők esetén, de a 2-es típusú cukorbetegség és hasnyálmirigy problémák is növelik az esélyét)
- A fokozott cukorürítés következtében kialakuló volumen depléció (és ezáltal alacsony vérnyomás)
- Alacsony vércukorszint
- Hasmenés, puffadás
- Emelkedett kreatinin szint, csökkent glomeruláris filtráció[1], [6]

## Interakciók
- Rifampicin (és más CYP és UGT indukáló hatóanyagok) csökkentik a szotagliflozin hatásosságát.
- Digoxin (a szotagliflozin a P-gp indukáló hatása miatt emeli a digoxin plazmaszintjét).
- A szotagliflozinnak feltételezhetően CYP2C9-, CYP2B6- és CYP1A2 indukáló hatása van, az ezen enzimeket metabolizálódó hatóanyagok hatásossága csökkenhet.[1], [6]